# Mason Holgate
Mason Anthony Holgate, född 22 oktober 1996, är en engelsk-jamaicansk fotbollsspelare som spelar för Al-Gharafa.

## Karriär
Den 25 augusti 2023 lånades Holgate ut av Everton till Southampton på ett säsongslån. Den 1 februari 2024 lånades han istället ut till Sheffield United på ett låneavtal över resten av säsongen 2023/2024. Den 30 augusti 2024 lånades Holgate ut till West Bromwich Albion på ett säsongslån.